# Brommella punctosparsa
Brommella punctosparsa es una especie de Arachnida del género Brommella, de la familia Dictynidae, del orden de las arañas.   Tiene gran parecido a otra especie de China, Brommella digitata.

## Distribución
Se distribuye por en el Asia Oriental, incluyendo China meridional, Corea y Japón. B. punctosparsa es una de las pocas especies de su género cuya distribución no endémica a un solo país.

## Taxonomía
Fue descrita científicamente por R. Oi en 1957.
Tratamiento taxonómico
La especie aparece registrada y publicada en On Some Spiders (including a new species) from Buttuji. Acta Arachnologica, 14(2): 45-50.